# 蘇戈伊河
蘇戈伊河（羅馬化：Sugoy）是俄羅斯的河流，由馬加丹州負責管轄，屬於科雷馬河的右支流，河道全長347公里，流域面積26,100平方公里，河水主要來自雨水和融雪，每年十月至翌年六月結冰。